# آگوردا
آگوردا (انگلیسی: Agurda) یک شهرک در شهرستان زیانچورینسکی استان باشقیرستان کشور روسیه است.